# Nœud de Conway

Nœuds mutants de Kinoshita-Terasaka K11n42 et de Conway K11n34.

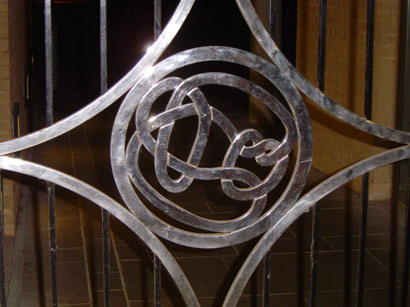
Le nœud de Conway sur une porte du département de mathématiques de l'université de Cambridge.

Le nœud de Conway est, en mathématiques, et plus précisément en théorie des nœuds, un nœud particulier possédant 11 croisements, étudié par John Horton Conway. Il est relié par mutation au nœud de Kinoshita-Terasaka, avec lequel il partage la remarquable propriété d'avoir les mêmes polynôme d'Alexander et polynôme de Conway que le nœud trivial.
Le polynôme de Jones du nœud de Conway est:
{\displaystyle t^{-4}(-1+2t-2t^{2}+2t^{3}+t^{6}-2t^{7}+2t^{8}-2t^{9}+t^{10})}.
Le mot de tresses du nœud de Conway est:
{\displaystyle \sigma _{2}^{3}\sigma _{1}\sigma _{3}^{-1}\sigma _{2}^{-2}\sigma _{1}\sigma _{2}^{-1}\sigma _{1}\sigma _{3}^{-1}}.
Dans les tables de Dale Rolfsen, et sur l'atlas des nœuds, il porte le numéro K11n34.

## Résolution de sa nature de non nœud bordant
La question longtemps ouverte de savoir si le nœud de Conway était un nœud bordant a été résolue (par la négative) en 2018 par Lisa Piccirillo. Après une évaluation durant deux ans par le comité, l'article est publié dans la revue Annals of Mathematics en février 2020,.